# Turbicellepora turricula
Turbicellepora turricula is een mosdiertjessoort uit de familie van de Celleporidae. De wetenschappelijke naam van de soort is voor het eerst geldig gepubliceerd in 1985 door Cook.